# Leptopholcus sakalavensis
Leptopholcus sakalavensis là một loài nhện trong họ Pholcidae. Loài này được phát hiện ở Madagascar.